# Rejon kalwaryjski
Rejon kalwaryjski (lit. Kalvarijos savivaldybė) – rejon w południowo-zachodniej Litwie.